# Vagnhärads SK
Vagnhärads Sportklubb byl švédský fotbalový klub sídlící ve vesnici Vagnhärad. Klub byl založen v roce 1921, zanikl v roce 2013 sloučením s klubem Trosa IF do nově vytvořeného klubu Trosa-Vagnhärad SK.

## Umístění v jednotlivých sezonách
| Sezóny | Liga                            | Úroveň | Z  | V  | R | P  | VG | OG | +/- | B  | Pozice |
| ------ | ------------------------------- | ------ | -- | -- | - | -- | -- | -- | --- | -- | ------ |
| 2008   | Division 3 – sk. Östra Svealand | 5      | 22 | 2  | 4 | 16 | 33 | 61 | -28 | 10 | 11.    |
| 2009   | Division 4 – sk. Sörmland       | 6      | 22 | 17 | 3 | 2  | 62 | 28 | +34 | 54 | 1.     |
| 2010   | Division 3 – sk. Östra Svealand | 5      | 22 | 8  | 8 | 6  | 36 | 33 | +3  | 32 | 7.     |
| 2011   | Division 3 – sk. Östra Svealand | 5      | 22 | 7  | 5 | 10 | 28 | 50 | -22 | 26 | 11.    |
| 2012   | Division 4 – sk. Sörmland       | 6      | 22 | 8  | 4 | 10 | 49 | 44 | +5  | 28 | 8.     |